# Gabe Rogers
 Gabriel Antony Rogers (nacido el 19 de mayo de 1990 en Houston, Texas) es un jugador de baloncesto estadounidense, que actualmente se encuentra sin equipo. Con 1,88 metros de altura juega en la posición de Escolta.

## Escuela secundaria
Asistió al Klein Forest High School, situado en Houston, Texas. Fue nombrado en el mejor quinteto regional y en el mejor quinteto del distrito, ayudando al equipo a conseguir el campeonato regional y del distrito y a llegar a las semifinales estatales. Jugó el Texas All-Star y el Habea All-Star y fue elegido MVP del distrito y del equipo.

## Universidad
Tras graduarse en 2008, se unió a la Universidad de Northern Arizona, situada en Flagstaff, Arizona, y donde estuvo hasta 2013. Pasó la temporada 2008-2009 en blanco ya que era redshirt. 
Como sophomore (2011), fue el segundo en porcentaje de triples de la Big Sky Conference y el quinto de toda la División I de la NCAA (47,1 %), el décimo mejor porcentaje de triples en una temporada de la historia de la universidad y el segundo de toda la Big Sky Conference en triples metidos por partido (2,5). A final de temporada recibió el Coaches Award at team banquet y fue elegido en el segundo mejor quinteto de la Big Sky Conference.
Como senior (2013), batió el récord de puntos en una temporada de un jugador de la universidad (573), fue el máximo anotador de la Big Sky Conference (20,1 puntos por partido), entrando en el Top-50 de máximos anotadores del país y acabó como el quinto mejor porcentaje de triples de la Big Sky Conference (40,5 %). A final de temporada fue elegido en el mejor quinteto de la Big Sky Conference.
Disputó un total de 109 partidos (93 como titular) con los Northern Arizona Lumberjacks, promediando 13 puntos (38,7 % en triples), 1,9 rebotes, y 2,2 asistencias en 30 min de media.
Finalizó su periplo universitario en la Big Sky Conference como el décimo en minutos jugados totales (3,265), el vigésimo en canastas de dos anotadas (500), el séptimo en triples metidos (246), el duodécimo en porcentaje de triples (38,7 %), el vigésimo en puntos totales (1,419) y el decimonoveno en puntos por partidos (13,0).

## Trayectoria profesional

### Efímero paso por la D-League
Tras no ser elegido en el Draft de la NBA de 2013, fue seleccionado en el draft de la D-League por los Erie BayHawks (8ª ronda, puesto n.º 2), aunque no llegó a debutar ya que fue despedido doce días después. Pasó la temporada 2013-2014 en blanco.

### España
El 22 de agosto de 2014 dio el salto a Europa, firmando por el Quesos Cerrato Palencia de la LEB Oro, la segunda división española.
El 29 de septiembre de 2014, tras la finalización de la Copa de Castilla y León de baloncesto, fue cortado por el Quesos Cerrato Palencia, al acogerse el club a una cláusula de corte que había en su contrato.
Un día después, el Marín Ence PeixeGalego de la LEB Plata, la tercera división española, anunció su fichaje para la temporada 2014-2015. 
El 17 de agosto de 2015 renovó por un año con el conjunto gallego.
En su primera temporada en Marín jugó 31 partidos de liga, promediando 11,2 puntos (37,6 % en triples), 1,8 rebotes, 2,2 asistencias y 1,5 robos en 27,4 min de media.
En el mes de junio de 2016 regresa a la LEB Oro de la mano del Palma Air Europa, al anunciar su contratación para la temporada 2016-2017.
En el mes de febrero de 2017 regresa a las filas del Marín Ence PeixeGalego.

### México
[actualizar]